# Henryk Geringer de Oedenberg
Henryk Ksawery Geringer de Oedenberg (ur. 2 lipca 1942 w Wiśniowie, zm. 7 kwietnia 2019 we Wrocławiu) – polski zootechnik i genetyk, profesor nauk rolniczych, nauczyciel akademicki Uniwersytetu Przyrodniczego we Wrocławiu.

## Życiorys
W 1964 ukończył studia w Wyższej Szkole Rolniczej we Wrocławiu, następnie pracował w WSR, w Katedrze Ogólnej Hodowli Zwierząt, jako asystent (1964–1966) i starszy asystent (1966–1972). Po przekształceniu WSR w Akademię Rolniczą w 1972 został pracownikiem Zakładu Genetyki i Ogólnej Hodowli Zwierząt w Instytucie Hodowli i Technologii Produkcji Zwierzęcej AR, w 1978 otrzymał stopień doktora habilitowanego, w 1979 stanowisko docenta. W latach 1981–1987 pracował na Uniwersytecie w Antananarywie, następnie powrócił na macierzystą uczelnię. Od 1991 pracował w Katedrze Genetyki i Ogólnej Hodowli Zwierząt na stanowisku profesora nadzwyczajnego. Od 1995 kierował Katedrą Hodowli Konia, od 2002 do 2004 Zakładem Hodowli Konia i Jeździectwa w Instytucie Hodowli Zwierząt. W 1996 otrzymał tytuł profesora. W pracy naukowej zajmował się hodowlą bydła (m.in. badał anomalie wrodzone i dziedziczne w populacji bydła hodowlanego), a także hodowlą i użytkowaniem koni sportowych.
Był członkiem Polskiego Towarzystwa Zootechnicznego (od 1964), Polskiego Towarzystwa Genetycznego (od 1968).
Od 1964 należał do Akademickiego Klubu Jeździeckiego we Wrocławiu, w latach 1967–1969 był jego prezesem. W latach 1967–1980 należał do Okręgowego Związku Jeździeckiego we Wrocławiu. Był sędzią jeździeckim I klasy. 
Z ramienia Polskiego Stronnictwa Ludowego kandydował w 2009 do Parlamentu Europejskiego, a w 2015 do Sejmu.
Syn Adolfa i Eleonory. Jego żoną była Lidia Geringer de Oedenberg (małżeństwo rozwiodło się w pierwszej dekadzie XXI wieku).
Został pochowany na Cmentarzu Osobowickim we Wrocławiu w Alei Zasłużonych.

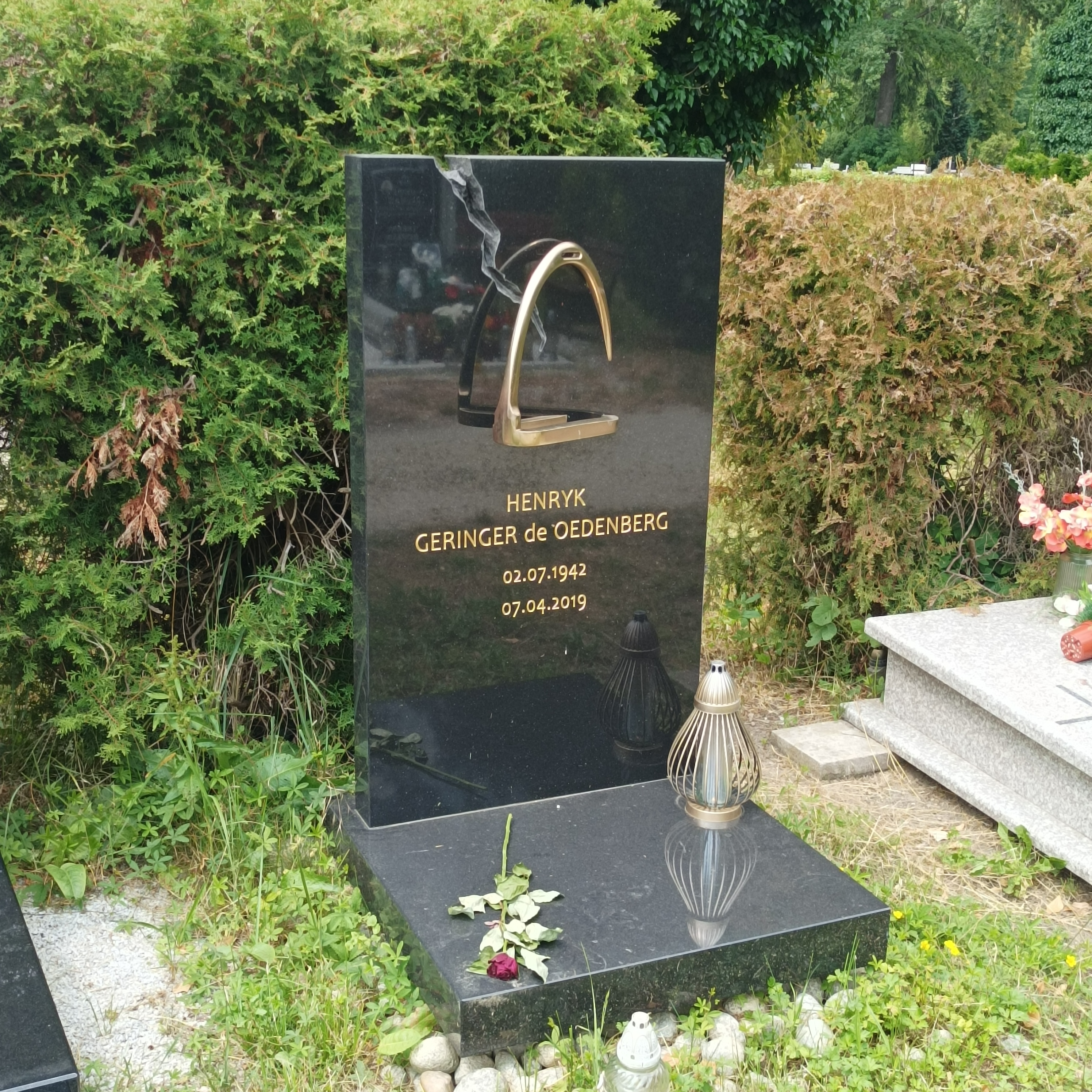
Grób prof. Henryk Geringera de Oedenberga na Cmentarzu Osobowickim we Wrocławiu